# Lantapan, Bukidnon
Lantapan là một đô thị hạng 3 ở tỉnh Bukidnon, Philippines. Theo điều tra dân số năm 2000, đô thị này có dân số 42.383 người trong 7,880 hộ.

## Các đơn vị hành chính

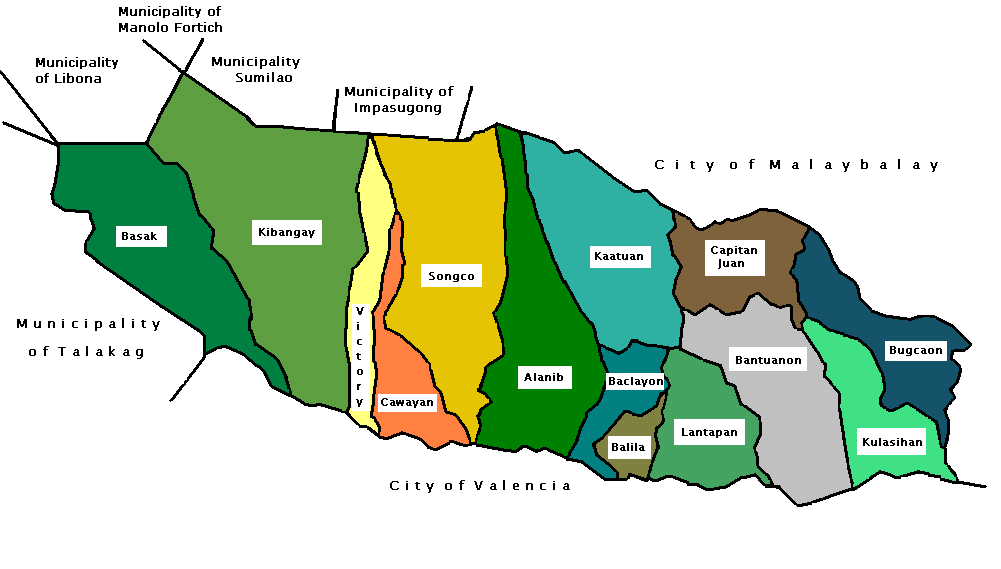
l Bản đồ các đô thị

Lantapan được chia thành 14 barangay.
- Alanib
- Baclayon
- Balila
- Bantuanon
- Basak
- Bugcaon
- Kaatuan
- Capitan Juan
- Cawayan
- Kulasihan
- Kibangay
- Poblacion
- Songco
- Victory
- Babahagon